# Campioni italiani assoluti di atletica leggera - 400 metri ostacoli maschili
Questa pagina raccoglie un elenco di tutti i campioni italiani dell'atletica leggera nella specialità dei 400 metri piani, dall'edizione dei campionati del 1913 fino ad oggi.

## Albo d'oro
| Anno      | Atleta (società)                                    | Prestazione            |
| --------- | --------------------------------------------------- | ---------------------- |
| 1906/1912 | Gara non in programma                               | Gara non in programma  |
| 1913      | Emilio Lunghi Sport Club Italia Milano              | 1'02"2/5(m)            |
| 1914      | Giuseppe Bernardoni US Milanese                     | 1'02"0(m)              |
| 1915      | Edizioni non disputate                              | Edizioni non disputate |
| 1916      | Edizioni non disputate                              | Edizioni non disputate |
| 1917      | Edizioni non disputate                              | Edizioni non disputate |
| 1918      | Edizioni non disputate                              | Edizioni non disputate |
| 1919      | Angelo Vigani Sport Club Italia Milano              | 1'01"4/5(m)            |
| 1920      | Adolfo Contoli Virtus Bologna                       | 59"5(m)                |
| 1921      | Adolfo Contoli Virtus Bologna                       | 1'02"4/5(m)            |
| 1922      | Fortunato Braccini Sport Club Italia Milano         | 59"2/5(m)              |
| 1923      | Carlo Scapin S. Pol. Estense                        | 59"1/5(m)              |
| 1924      | Luigi Facelli Società Ginnastica Gallaratese        | 58"4/5(m)              |
| 1925      | Luigi Facelli Società Ginnastica Gallaratese        | 59"0(m)                |
| 1926      | Luigi Facelli GSOM Milano                           | 55"0(m)                |
| 1927      | Luigi Facelli GSOM Milano                           | 57"0(m)                |
| 1928      | Luigi Facelli GSOM Milano                           | 54"3/5(m)              |
| 1929      | Luigi Facelli Ambrosiana Milano                     | 53"0(m)                |
| 1930      | Luigi Facelli Ambrosiana Milano                     | 58"0(m)                |
| 1931      | Luigi Facelli Ambrosiana Milano                     | 18 p.                  |
| 1932      | Giordano Cumar Ginnastica Triestina                 | 59"3/5(m)              |
| 1933      | Emilio Mori GUF Torino                              | 55"4/5(m)              |
| 1934      | Mario Radaelli Pro Patria Milano                    | 56"6(m)                |
| 1935      | Luigi Facelli Libero Acqui                          | 55"4(m)                |
| 1936      | Luigi Facelli Reyer Venezia                         | 53"8(m)                |
| 1937      | Emilio Mori SS Parioli Roma                         | 55"0(m)                |
| 1938      | Luigi Facelli Reyer Venezia                         | 55"6(m)                |
| 1939      | Angelo Lualdi GS Baracca                            | 54"6(m)                |
| 1940      | Giuseppe Fantone Oberdan Pro Patria Milano          | 55"7(m)                |
| 1941      | Ottavio Missoni Oberdan Pro Patria Milano           | 53"3(m)                |
| 1942      | Armando Filiput Unione Ginnastica Goriziana         | 55"3(m)                |
| 1943      | Guerino Colautti GA Padova                          | 56"7(m)                |
| 1944      | Edizione non disputata                              | Edizione non disputata |
| 1945      | Luigi Paterlini Forza e Costanza Brescia            | 55"0(m)                |
| 1946      | Armando Filiput AS Edera Trieste                    | 54"3(m)                |
| 1947      | Ottavio Missoni Società Ginnastica Gallaratese      | 53"6(m)                |
| 1948      | Ottavio Missoni Società Ginnastica Gallaratese      | 54"0(m)                |
| 1949      | Armando Filiput CSI Brescia                         | 54"9(m)                |
| 1950      | Armando Filiput Atletica Brescia                    | 51"8(m)                |
| 1951      | Armando Filiput Atletica Brescia                    | 54"0(m)                |
| 1952      | Armando Filiput Società Ginnastica Gallaratese      | 53"7(m)                |
| 1953      | Armando Filiput Società Ginnastica Gallaratese      | 53"8(m)                |
| 1954      | Armando Filiput Società Ginnastica Gallaratese      | 53"3(m)                |
| 1955      | Moreno Martini Virtus Lucca                         | 53"1(m)                |
| 1956      | Francesco Bettella Coin Mestre                      | 52"6(m)                |
| 1957      | Salvatore Morale CUS Padova                         | 51"8(m)                |
| 1958      | Salvatore Morale CUS Padova                         | 52"5(m)                |
| 1959      | Moreno Martini Virtus Csi Lucca                     | 51"6(m)                |
| 1960      | Salvatore Morale Coin Mestre                        | 52"2(m)                |
| 1961      | Salvatore Morale Coin Mestre                        | 51"2(m)                |
| 1962      | Luigi Carrozza Libertas Terni                       | 53"0(m)                |
| 1963      | Roberto Frinolli Esercito                           | 50"5(m)                |
| 1964      | Roberto Frinolli CUS Roma                           | 50"6(m)                |
| 1965      | Roberto Frinolli CUS Roma                           | 50"6(m)                |
| 1966      | Roberto Frinolli CUS Roma                           | 50"7(m)                |
| 1967      | Marco Scatena Carabinieri Bologna                   | 52"6(m)                |
| 1968      | Roberto Frinolli CUS Roma                           | 49"8(m)                |
| 1969      | Roberto Frinolli CUS Roma                           | 50"3(m)                |
| 1970      | Sergio Bello Lilion SNIA Milano                     | 50"7(m)                |
| 1971      | Giorgio Ballati Atletica Pistoia                    | 50"8(m)                |
| 1972      | Giorgio Ballati Atletica Pistoia                    | 50"5(m)                |
| 1973      | Daniele Giovanardi Centro Sportivo Carabinieri      | 52"1(m)                |
| 1974      | Giorgio Ballati Atletica Pistoia                    | 50"25                  |
| 1975      | Giorgio Ballati Atletica Pistoia                    | 51"1(m)                |
| 1976      | Franco Mazzetti Atletica Riccardi Milano            | 51"3(m)                |
| 1977      | Lorenzo Brigante CUS Napoli                         | 51"38                  |
| 1978      | Giorgio Ballati Fiat Iveco Torino                   | 50"68                  |
| 1979      | Fulvio Zorn Fiamme Oro Padova                       | 50"69                  |
| 1980      | Giorgio Ballati Fiat Iveco Torino                   | 50"61                  |
| 1981      | Fulvio Zorn Fiamme Oro Padova                       | 50"56                  |
| 1982      | Saverio Gellini SNIA Milano                         | 50"35                  |
| 1983      | Luca Cosi Pro Patria Pierrel Milano                 | 51"36                  |
| 1984      | Stefano Bizzaglia Fiamme Gialle                     | 51"40                  |
| 1985      | Luca Cosi Pro Patria Freedent Milano                | 50"70                  |
| 1986      | Luca Cosi Pro Patria Freedent Milano                | 50"99                  |
| 1987      | Angelo Locci Fiamme Azzurre                         | 50"32                  |
| 1988      | Luca Cosi Pro Patria Freedent Milano                | 51"47                  |
| 1989      | Fabrizio Mori Fiamme Gialle                         | 50"67                  |
| 1990      | Mauro Maurizi Carabinieri Bologna                   | 50"66                  |
| 1991      | Fabrizio Mori Fiamme Gialle                         | 50"12                  |
| 1992      | Enzo Franciosi Fiamme Azzurre                       | 50"55                  |
| 1993      | Giorgio Frinolli Fiamme Azzurre                     | 49"33                  |
| 1994      | Giorgio Frinolli Fiamme Azzurre                     | 49"51                  |
| 1995      | Laurent Ottoz Fiamme Gialle                         | 48"91                  |
| 1996      | Fabrizio Mori Fiamme Gialle                         | 48"33                  |
| 1997      | Laurent Ottoz Fiamme Gialle                         | 49"85                  |
| 1998      | Laurent Ottoz Fiamme Gialle                         | 49"33                  |
| 1999      | Laurent Ottoz Fiamme Gialle                         | 49"56                  |
| 2000      | Giorgio Frinolli Fiamme Azzurre                     | 49"81                  |
| 2001      | Laurent Ottoz Fiamme Gialle                         | 49"47                  |
| 2002      | Laurent Ottoz Fiamme Gialle                         | 49"97                  |
| 2003      | Gianni Carabelli Carabinieri Bologna                | 49"51                  |
| 2004      | Gianni Carabelli Carabinieri Bologna                | 49"82                  |
| 2005      | Gianni Carabelli Carabinieri Bologna                | 49"05                  |
| 2006      | Gianni Carabelli Carabinieri Bologna                | 49"79                  |
| 2007      | Claudio Citterio Fiamme Oro Padova                  | 51"12                  |
| 2008      | Nicola Cascella Aeronautica                         | 50"99                  |
| 2009      | Nicola Cascella Aeronautica                         | 50"10                  |
| 2010      | Giacomo Panizza Fiamme Oro                          | 50"34                  |
| 2011      | José Reynaldo Bencosme de Leon Fiamme Gialle        | 50"55                  |
| 2012      | José Reynaldo Bencosme de Leon Fiamme Gialle        | 49"33                  |
| 2013      | Eusebio Haliti Polisportiva Rocco Scotellaro Matera | 49"85                  |
| 2014      | Leonardo Capotosti Fiamme Gialle                    | 50"17                  |
| 2015      | Leonardo Capotosti Fiamme Gialle                    | 49"95                  |
| 2016      | José Reynaldo Bencosme de Leon Fiamme Gialle        | 49"76                  |
| 2017      | Lorenzo Vergani CUS Pro Patria Milano               | 49"36                  |
| 2018      | José Reynaldo Bencosme de Leon Fiamme Gialle        | 49"52                  |
| 2019      | Alessandro Sibilio Fiamme Gialle                    | 50"84                  |
| 2020      | Mario Lambrughi Atletica Riccardi Milano 1946       | 49"84                  |
| 2021      | Alessandro Sibilio Fiamme Gialle                    | 48"96                  |
| 2022      | Mario Lambrughi Atletica Riccardi Milano 1946       | 49"22                  |
| 2023      | Mario Lambrughi Atletica Riccardi Milano 1946       | 49"54                  |
| 2024      | Giacomo Bertoncelli Atletica Insieme Verona         | 49"80                  |
| 2025      | Alessandro Sibilio Gruppo Sportivo Fiamme Gialle    | 48"95                  |